# 贾至
賈至（718年—772年），字幼鄰或幼幾，河南郡洛阳县（今屬河南）人，或依郡望称长乐郡人。唐代官员、詩人和作家。

## 生平
其父贾曾，曾撰玄宗受命册文。贾至十岁时，贾曾逝世。贾至以明经入仕，早年為校書郎。天寶初年，任宋州單父縣尉，與高适、獨孤及等人有往來。天宝七载后离任單父尉之职，行止不可考，天宝后期在长安，或任中书舍人之职。
安史之亂爆發后，隨唐玄宗逃到成都，传位太子李亨的诏文以及任房琯为宰相的制词都出自贾至之手。天宝十五载（756年）七月太子李亨在灵武即位，是为唐肅宗，改天宝十五载为至德元载。是年八月，玄宗派韦见素等往灵武，传位于肃宗，贾至隨行。贾至就在肃宗朝任中書舍人。被后人传诵的《早朝大明宮呈兩省僚友》及杜甫等人的和诗就是作于此时。至德中，将军王去荣杀富平县令杜徽，唐肃宗因新得陕，惜王去荣之材，下诏免死。贾至反对，唐肃宗召群臣商议，韦见素、崔器等亦不赞同免去王去荣的死罪。
乾元元年（758年）春，因房琯党事出京为汝州刺史。乾元二年（759年）三月，九节度之师溃于相州，贾至弃城出奔襄、邓，再貶為岳州司馬。乾元三年，期間与李白相遇，有诗文传世。在岳州期间，贾至作了不少诗，还曾将岳州所作诗编为《巴陵诗集》（已佚）。
宝应元年（762年），代宗即位，由岳州召回復任中書舍人，二年再遷尚書左丞。广德二年九月，转礼部侍郎知东都举。永泰元年，加集贤院待制。大曆三年正月，改兵部侍郎，封信都縣伯。大历五年三月，为京兆尹，兼御史大夫。終官右散騎常侍。大曆七年(772年)，贾至逝世，年五十五，追赠礼部尚书。卒諡曰文。

## 文学成就
贾至诗文在当时都颇负盛名。杜甫称其诗“雄笔映千古”，李白则将贾至与西汉的贾谊相提并论。在唐代，已将他与中唐时的古文家独孤及并比。

## 作品
《新唐书·艺文志》丁部集录别集类著录有苏冕编的《贾至集》20卷，别集十五卷。至南宋时只剩十卷。今其诗见于《全唐诗》仅一卷（卷二三五），其文见于《全唐文》仅三卷（卷三六六至三六八，其中还混有一些其他人的作品），其他已佚。

## 家庭
有一子贾孙，官至衡州刺史。